# Saint-Léger-sur-Sarthe
Pour les articles homonymes, voir Saint-Léger.
Saint-Léger-sur-Sarthe est une commune française, située dans le département de l'Orne en région Normandie, peuplée de 314 habitants (les Unionais).

## Géographie
| Les Ventes-de-Bourse | Marchemaisons          | Saint-Aubin-d'Appenai, Le Mêle-sur-Sarthe |
| Les Ventes-de-Bourse | Saint-Léger-sur-Sarthe | Saint-Julien-sur-Sarthe                   |
| Roullée (Sarthe)     | Roullée (Sarthe)       | Barville                                  |

### Hydrographie
La commune est située dans le bassin Loire-Bretagne. Elle est drainée par la Sarthe, un bras de la Sarthe, la Tanche et le Beaumanoir,.
La Sarthe, d'une longueur de 314 km, prend sa source dans la commune de Soligny-la-Trappe, au hameau de Somsarthe, c'est-à-dire "sommet de la Sarthe", à une altitude de 250 mètres. Sur une grande partie de son cours, elle marque alors la limite entre les départements de l'Orne et de la Sarthe et conflue avec la Mayenne à Angers à une altitude de 15 mètres, pour former la Maine. Les caractéristiques hydrologiques de la Sarthe sont données par la station hydrologique située sur la commune du Mêle-sur-Sarthe. Le débit moyen mensuel est de 2,44 m3/s. Le débit moyen journalier maximum est de 33,8 m3/s, atteint lors de la crue du 12 janvier 1993. Le débit instantané maximal est quant à lui de 56,1 m3/s, atteint le 10 mai 2012.

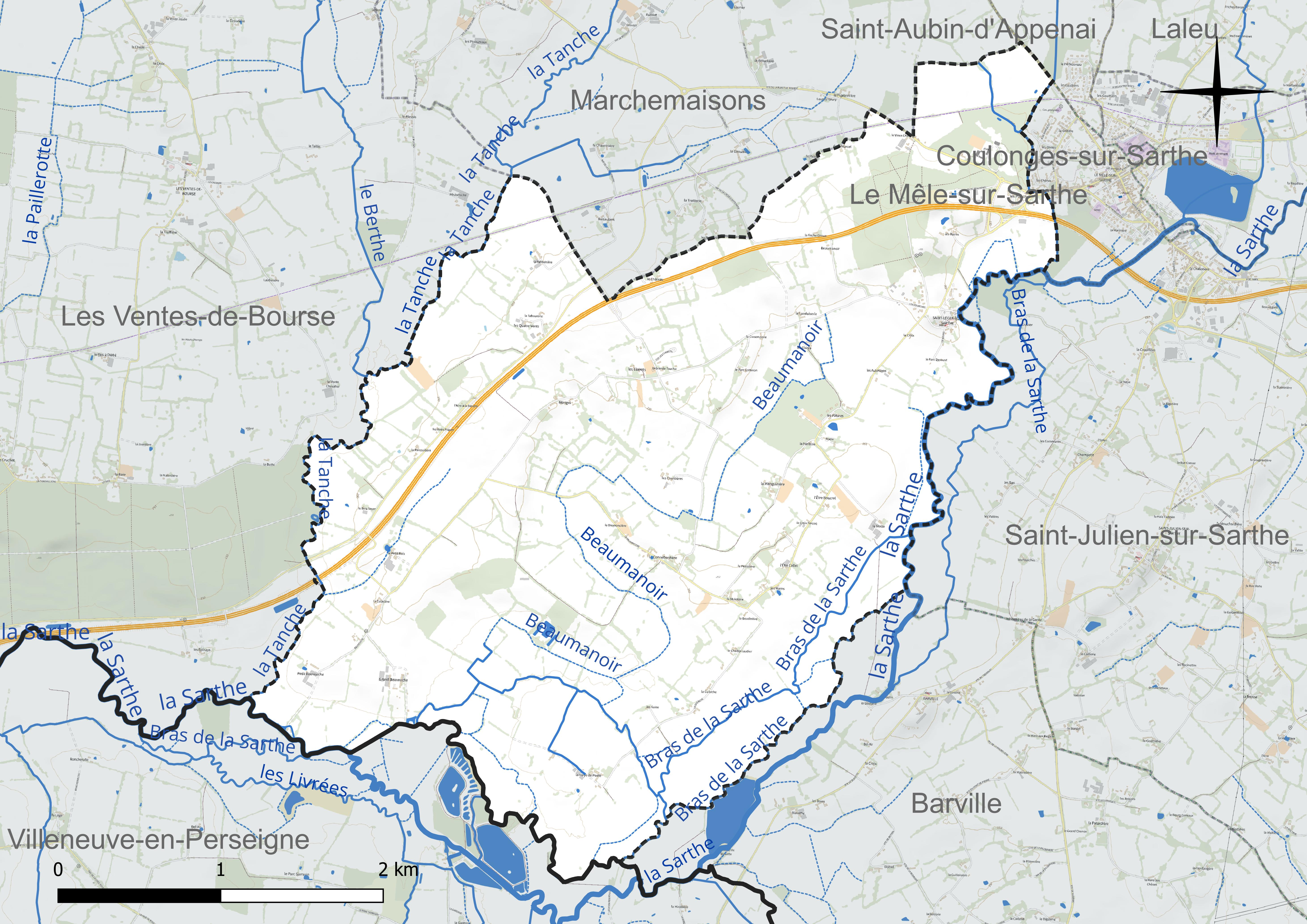
Réseau hydrographique de Saint-Léger-sur-Sarthe.

La Tanche, d'une longueur de 18 km, prend sa source dans la commune du Chalange et se jette  dans la Sarthe en limite de Ventes-de-Bourse et de Saint-Léger-sur-Sarthe, après avoir traversé neuf communes.

### Climat
Pour des articles plus généraux, voir Climat de la Normandie et Climat de l'Orne.
En 2010, le climat de la commune est de type climat océanique dégradé des plaines du Centre et du Nord, selon une étude du CNRS s'appuyant sur une série de données couvrant la période 1971-2000. En 2020, Météo-France publie une typologie des climats de la France métropolitaine dans laquelle la commune est exposée à un climat océanique altéré et est dans la région climatique Normandie (Cotentin, Orne), caractérisée par une pluviométrie relativement élevée (850 mm/a) et un été frais (15,5 °C) et venté. Parallèlement le GIEC normand, un groupe régional d’experts sur le climat, différencie quant à lui, dans une étude de 2020, trois grands types de climats pour la région Normandie, nuancés à une échelle plus fine par les facteurs géographiques locaux. La commune est, selon ce zonage, exposée à un « climat des plateaux abrités », se caractérisant par une pluviométrie et des contraintes thermiques modérées mais aussi, par effet de continentalité, des températures plus contrastées qu'au nord dans la plaine de Caen, avec communément 10 à 15 jours par an de plus de froid en hiver et de chaleur en été.
Pour la période 1971-2000, la température annuelle moyenne est de 10,4 °C, avec une amplitude thermique annuelle de 14,2 °C. Le cumul annuel moyen de précipitations est de 727 mm, avec 11,8 jours de précipitations en janvier et 7,6 jours en juillet. Pour la période 1991-2020, la température moyenne annuelle observée sur la station météorologique la plus proche, située sur la commune de Villeneuve-en-Perseigne à 9 km à vol d'oiseau, est de 10,8 °C et le cumul annuel moyen de précipitations est de 770,2 mm,. Pour l'avenir, les paramètres climatiques de la commune estimés pour 2050 selon différents scénarios d’émission de gaz à effet de serre sont consultables sur un site dédié publié par Météo-France en novembre 2022.

## Urbanisme

### Typologie
Au 1er janvier 2024, Saint-Léger-sur-Sarthe est catégorisée commune rurale à habitat très dispersé, selon la nouvelle grille communale de densité à sept niveaux définie par l'Insee en 2022.
Elle est située hors unité urbaine. Par ailleurs la commune fait partie de l'aire d'attraction d'Alençon, dont elle est une commune de la couronne,. Cette aire, qui regroupe 89 communes, est catégorisée dans les aires de 50 000 à moins de 200 000 habitants,.

### Occupation des sols
L'occupation des sols de la commune, telle qu'elle ressort de la base de données européenne d’occupation biophysique des sols Corine Land Cover (CLC), est marquée par l'importance des territoires agricoles (96,5 % en 2018), une proportion identique à celle de 1990 (96,5 %). La répartition détaillée en 2018 est la suivante : 
prairies (80,7 %), terres arables (15,8 %), forêts (2,9 %), zones urbanisées (0,5 %), eaux continentales (0,1 %). L'évolution de l’occupation des sols de la commune et de ses infrastructures peut être observée sur les différentes représentations cartographiques du territoire : la carte de Cassini (XVIIIe siècle), la carte d'état-major (1820-1866) et les cartes ou photos aériennes de l'IGN pour la période actuelle (1950 à aujourd'hui).

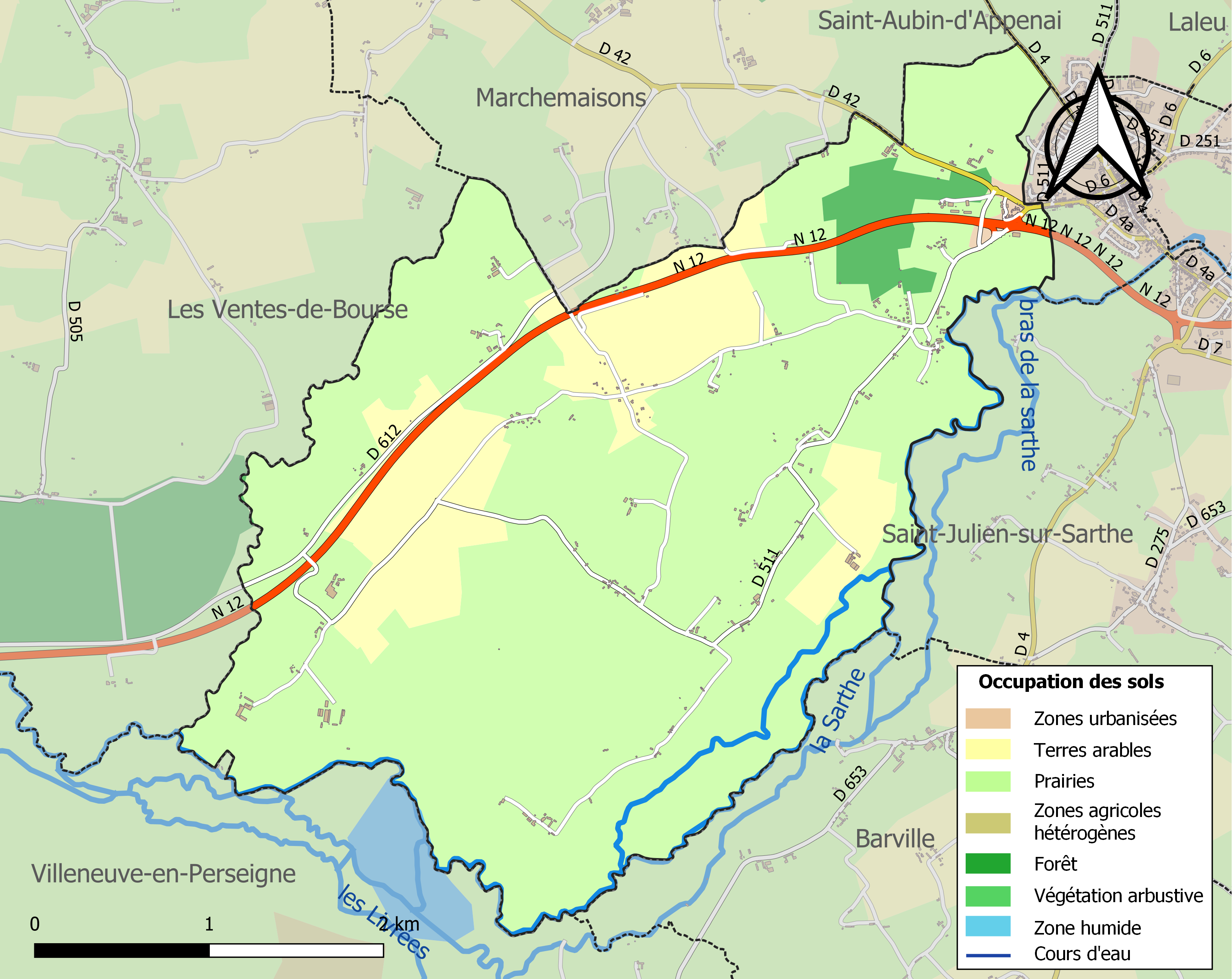
Carte des infrastructures et de l'occupation des sols de la commune en 2018 (CLC).

## Toponymie
Au XIe siècle, Saint-Léger se nommait Saint Léger de Poilley (Sancti Leodegarii de Polleio), puis Saint Leger en 1793, Saint-Léger-sur-Sarthe en 1801.
La paroisse était dédiée à Léger d'Autun.
La Sarthe borde le territoire de la commune.
Pendant la Révolution, Saint-Léger s’est appelée L’Union-sur-Sarthe. La commune en a gardé son gentilé : Unionais et Unionaises.

## Histoire
Au XIe siècle, le seigneur du lieu se dénommait Guillaume de Poilley. Il fonda la première chrétienté et fit construire une église dédiée à saint Léger. Il tenait son fief d’Olivier de Bellême, seigneur du Mesle, fils de Guillaume II de Bellême.
La motte castrale contrôle un passage de la Sarthe en aval du Mêle sur une voie qui mène en ligne droite de Bellême à Sées. À cette fonction routière et stratégique s’ajoute un rôle dans la mise en valeur du secteur méridional de la forêt de Bourse. La motte de Saint-Léger, ainsi que celles de Boitron, d’Essay et du Mesle, a soutenu l’avancée des défrichements de la forêt de Bourse qui était proche comme l’indique le toponyme de la Haie de Poilley. Le château sur la motte a certainement été détruit pendant les guerres avec les Anglais, comme tous les autres châteaux à proximité.
En 1101, Robert de Poilley, fils de Guillaume, donne à l’abbaye Saint-Martin de Séez tout ce qu’il possédait dans l’église de Saint-Léger
Les principaux seigneurs de Saint-Léger à partir du XVe siècle sont les familles Gastinel, de Loisel, de Château-Thierry, et des Acres de l’Aigle au moment de la Révolution. Ils rendaient hommage au seigneur du Mesle. Le fief de Poëley dépendait de celui de Saint Léger ; les principaux seigneurs sont les Poilley, Loisel, d'Anthenaise et Château-Thierry. Sur ce fief, s’élevait la chapelle Sainte-Anne de Poëley dont il ne reste plus rien.
Pendant la Révolution, Saint-Léger s’est appelé L’Union-sur-Sarthe, la commune en a gardé son gentilé.
Au XIXe et au début du XXe siècle, il y avait trois grands élevages de trotteurs anglo-normands à Saint-Léger-sur-Sarthe.
- Le petit Bouveuche (M. Rathier) ;
- Le Logis (M. Jean Louis Lindet, 1810-1861, fermier du marquis de L'Aigle). Il est à l’origine de l’élevage de Saint-Léger qui sera un des plus célèbres jusqu’au début du XXe siècle.

Ses deux fils Charles (1837-1874) et Dominique (1838-1908) poursuivent l’œuvre de leur père. Ils créent la race Lindet en achetant la jument Pégriotte dont la descendance rapporta plus d’un million à ses propriétaires. Cet élevage était connu de tous les autres éleveurs français et obtint de nombreuses primes dans tous les grands concours nationaux. Le haras de Saint-Léger fut liquidé (faute de successeur) le mercredi 4 novembre 1908. Dominique Lindet a reçu la Légion d’honneur.
- La Haie de Poeley (M. Jules Drouin et son gendre M. Ovide Moulinet).

Ce haras était connu pour la qualité de ses trotteurs. Le prix du Président de la République a été gagné en 1913 par Kebir de l’élevage Moulinet. Le Prix Ovide Moulinet, course hippique de trot attelé se déroulant au mois de février sur l'hippodrome de Vincennes rend hommage à ce propriétaire.

## Politique et administration
| Période                                  | Période   | Identité              | Étiquette             | Qualité |
| ---------------------------------------- | --------- | --------------------- | --------------------- | --- |
| avant 1981                               | ?         | Joseph Le Pierres     |                       | |
| 1995                                     | mars 2017 | Christophe de Balorre | RPR puis UMP puis DVD | Directeur de maison familiale rurale Président de la Fédération départementale de chasse Conseiller général puis départemental de l'Orne (depuis 2001) Président du conseil départemental (depuis 2017) |
| mars 2017                                | En cours  | Didier Rattier        |                       | Retraité, président de l'office de tourisme du Mêle-sur-Sarthe |
| Les données manquantes sont à compléter. |           |                       |                       | |

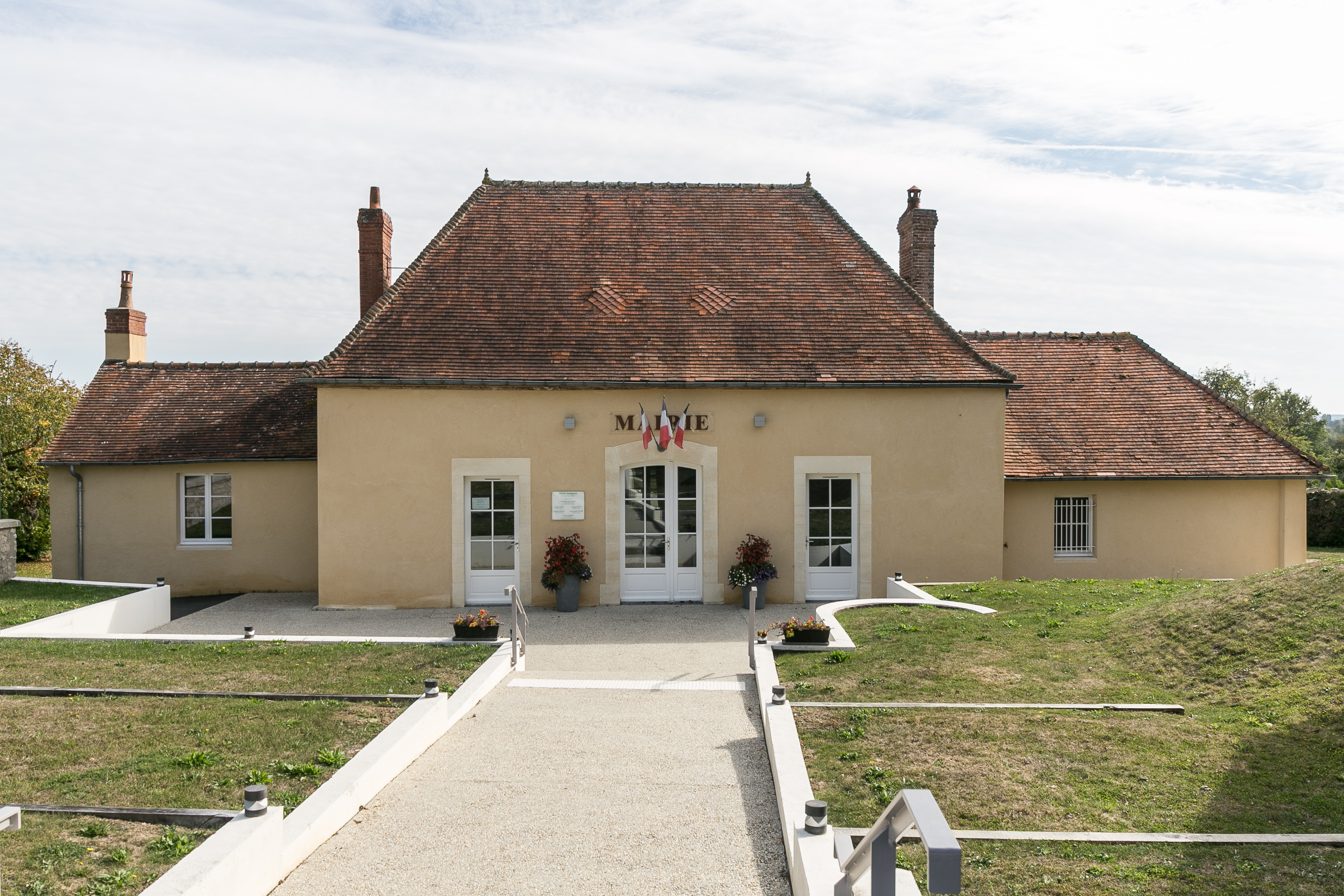
La mairie.

Le conseil municipal est composé de onze membres dont le maire et deux adjoints.

## Démographie
L'évolution du nombre d'habitants est connue à travers les recensements de la population effectués dans la commune depuis 1793. Pour les communes de moins de 10 000 habitants, une enquête de recensement portant sur toute la population est réalisée tous les cinq ans, les populations de référence des années intermédiaires étant quant à elles estimées par interpolation ou extrapolation. Pour la commune, le premier recensement exhaustif entrant dans le cadre du nouveau dispositif a été réalisé en 2008.
En 2022, la commune comptait 314 habitants, en évolution de −13,74 % par rapport à 2016 (Orne : −3,21 %, France hors Mayotte : +2,11 %).
Saint-Léger-sur-Sarthe a compté jusqu'à 681 habitants en 1836.
| 1793 | 1800 | 1806 | 1821 | 1836 | 1841 | 1846 | 1851 | 1856 |
| ---- | ---- | ---- | ---- | ---- | ---- | ---- | ---- | ---- |
| 625  | 586  | 614  | 655  | 681  | 646  | 613  | 600  | 625  |

| 1861 | 1866 | 1872 | 1876 | 1881 | 1886 | 1891 | 1896 | 1901 |
| ---- | ---- | ---- | ---- | ---- | ---- | ---- | ---- | ---- |
| 595  | 549  | 536  | 514  | 483  | 459  | 478  | 400  | 380  |

| 1906 | 1911 | 1921 | 1926 | 1931 | 1936 | 1946 | 1954 | 1962 |
| ---- | ---- | ---- | ---- | ---- | ---- | ---- | ---- | ---- |
| 381  | 388  | 360  | 348  | 357  | 343  | 342  | 329  | 289  |

| 1968 | 1975 | 1982 | 1990 | 1999 | 2006 | 2008 | 2013 | 2018 |
| ---- | ---- | ---- | ---- | ---- | ---- | ---- | ---- | ---- |
| 299  | 273  | 316  | 328  | 296  | 330  | 340  | 370  | 327  |

| 2022 | - | - | - | - | - | - | - | - |
| ---- | - | - | - | - | - | - | - | - |
| 314  | - | - | - | - | - | - | - | - |

## Lieux et monuments

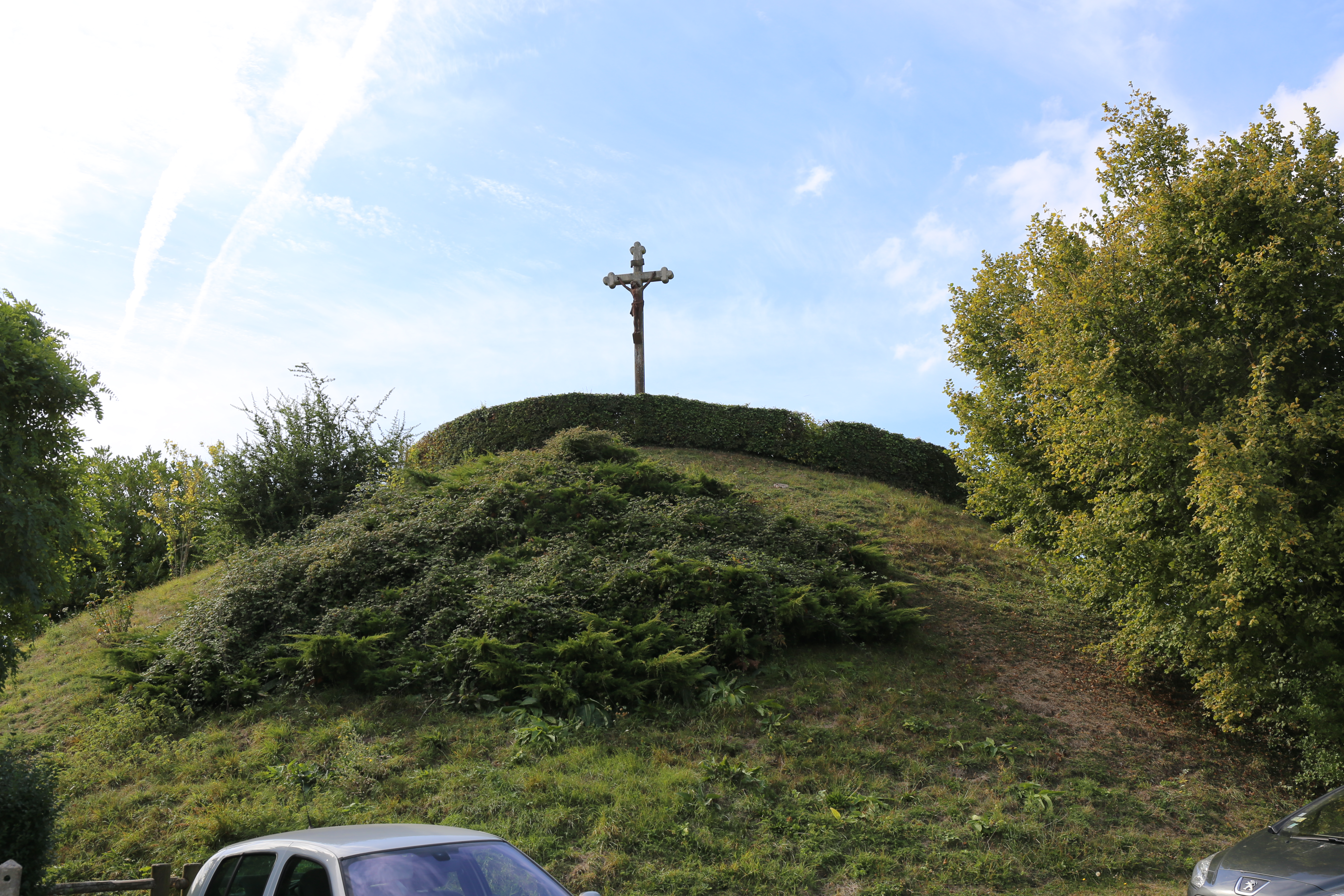
Motte castrale.
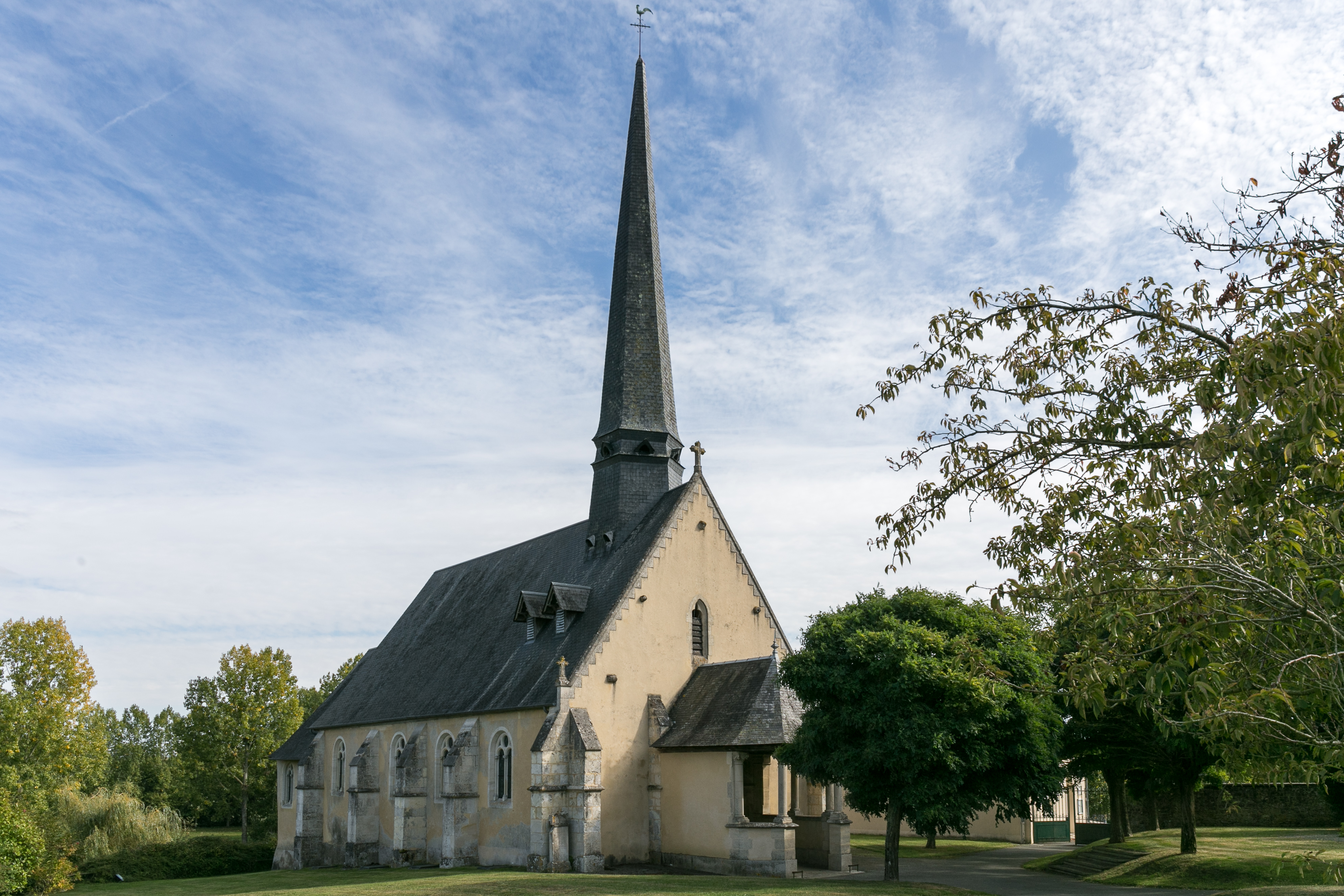
Église Saint-Léger.
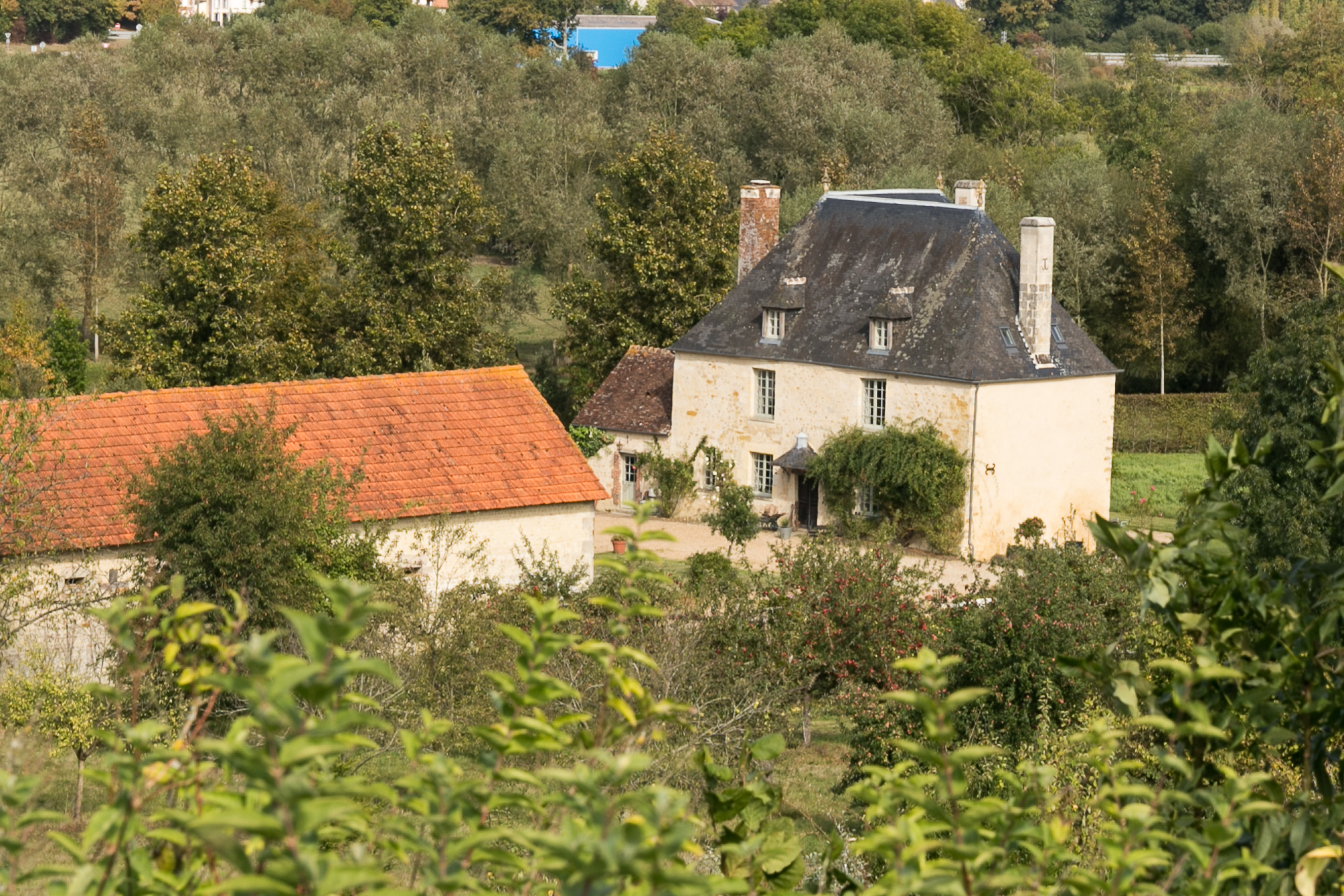
Manoir seigneurial.

Situé au bord de la Sarthe, le village de Saint-Léger possède une motte castrale bien conservée et une église d'origine romane. Au pied de celle-ci on peut remarquer l'ensemble du logis seigneurial reconstruit à la fin du XVIe siècle sur un vieux site autrefois clos de fossés. Sur la commune, les autres bâtiments les plus remarquables sont le château des Noës, le manoir de Poëley reconstruit sur un vieux site, le Petit et le Grand Bouveuche, le Moulin de Bouveuche et la Haie de Poëley.
L'église Saint-Léger abrite une Vierge à l'Enfant du XVIe siècle classée à titre d'objet aux Monuments historiques.

## Personnalités liées à la commune
- Marie Françoise Gabrielle de Château-Thierry (1694-1785) dame de Saint-Léger, épouse en premières noces en 1729 René Augustin d’Érard baron de Ray, colonel du régiment du Maine, brigadier des armées du roi, puis en 1732, Jacques Louis des Acres, marquis de L’Aigle 1671-1767, maréchal de camp, lieutenant général des armées du roi, d’où postérité qui gardera le logis de Saint-Léger jusqu’en 1932.
- Le général de Bonvoust : officier au moment de la Révolution, il n’émigre pas, se distingue dans l’armée des Bleus pendant la guerre de Vendée, est nommé général par la Convention ; il est destitué peu après comme noble.
- L’abbé Tabourier, dernier curé de Saint-Léger, auteur de « La Causerie pastorale à Saint Léger », historien local[21].
- Charles Fleury (1819-1885), homme politique né à Saint-Léger-sur-Sarthe, député de l'Orne de 1881 à 1885.